# Pchełki

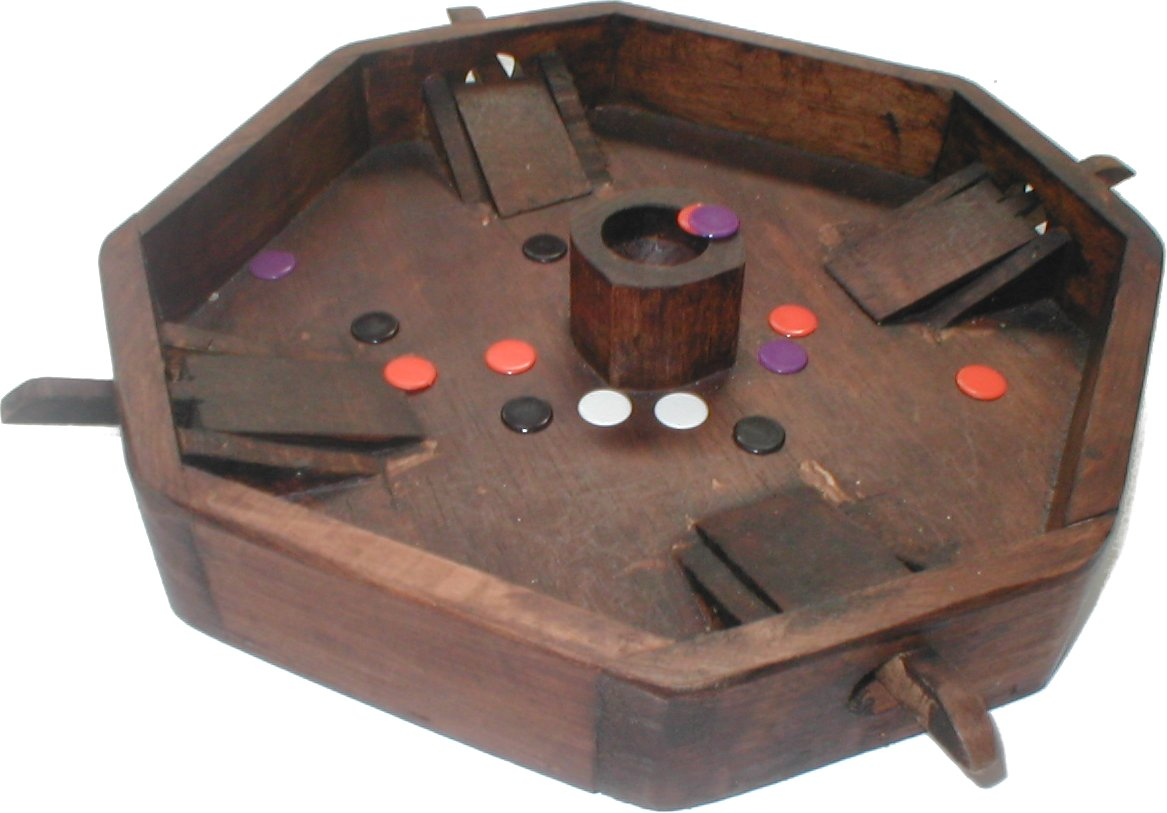
Jeden z wariantów gry w pchełki

Pchełki – gra zręcznościowa, która polega na wstrzeleniu do miseczki mniejszych krążków przy pomocy większego. Wygrywa ten gracz, który pierwszy umieści w miseczce wszystkie swoje krążki. Jednemu graczowi są przyporządkowane "pchełki" w jednym kolorze.